# Hermann de Dorpat
Hermann de Dorpat (o Hermann I, o Hermann von Buxhövden) (1163-1248) fue el primer príncipe-obispo del Obispado de Dorpat de la Confederación Livona.
Hermann provenía de Bexhövede (ahora parte de Loxstedt, Baja Sajonia) en el ducado de Sajonia, y fue también conocido como «Hermann de Buxhoeveden» y otras variaciones, como Buxhöwden y Buxthoeven. Fue el hermano del obispo Alberto de Riga, que utilizó su influencia contra el rey Valdemar II de Dinamarca para colocar a los Hermanos Livonios de la Espada en la medieval Estonia. Desde el 10 de abril de 1220 hasta el 21 de julio de 1224, Hermann fue el obispo de Leal (Lihula), después de lo cual se hizo cargo del obispado de Dorpat.
Hermann fundó la catedral de Tartu (Dorpat) y dirigió al ejército cruzado en la Batalla del Lago Peipus en 1242, que fue ganada por el ortodoxo ruso Alejandro Nevsky de Nóvgorod.
Hermann fue el progenitor de la Casa de Buxhoeveden, una familia alemana del Báltico, cuyos miembros entraron al servicio de Prusia, Suecia, y Rusia en los siglos siguientes. Sus descendientes actualmente viven en Alemania, Finlandia y Rusia.